# ルミコ・フジカワ
ルミコ・フジカワ（Rumiko "Ru" Fujikawa）は、カート・ビュシークとショーン・チェンによって創造された、マーベル・コミックの世界の架空の人物である。彼女は、『Invincible Iron Man vol.3』で登場した、アイアンマン（トニー・スターク）のサポートキャラクターであり、トニー・スタークと恋人関係にある。

## 経歴
ルミコ・フジカワは、『Invincible Iron Man vol.3』#4（1998年5月）でアイアンマン（トニー・スターク）がIsla Suerteの島でファイアブランドと戦っているページで初登場した。彼女はスタークがヒーローズ・リボーンの世界に滞在しているあいだに彼の会社を買収したケンジロウ・フジカワの娘であり、スタークに難色を示した両親への反発の意を込めてスタークとデートをし始めた。
スタークとルミコのロマンスには良いときと悪いときがあった。彼女はスタークのジェット機で飛び回るライフスタイルを楽しむが、彼がしばしば仕事に夢中になるあまり彼女を気にかけられないこともあった。それは、アイアンマンのアーマーの暴走やSons of Yinsenの襲来などの諸問題のためにさらにより悪くなる。あるところで、彼女はスタークのビジネスライバルであり敵であるチベリウス・ストーンと不倫関係になる。スタークが一緒に彼らを捕えたとき、関係は終わった。自責の念から、ルミコはスタークが会社の経営権を取り戻すことができる十分な株を得るように手配した。
ルミコは、『Invincible Iron Man vol.3』#87（2004年10月）で、クラレンス・ウォードというアイアンマンの偽物に攻撃されて殺害される。